# Диас, Мануэль Феликс
Мануэ́ль Фе́ликс Ди́ас Гу́сман (исп. Manuel Félix Díaz Guzman, 10 декабря 1983, Санто-Доминго, Доминиканская Республика) — доминиканский боксёр лёгкой и полусредней весовых категорий, выступал за сборную Доминиканской Республики в 2000-х годах. Олимпийский чемпион, бронзовый призёр Панамериканских игр, чемпион Игр Центральной Америки и Карибского бассейна, многократный победитель и призёр национального первенства. Начиная с 2009 года боксирует на профессиональном уровне.

## Биография
Мануэль Феликс Диас родился 10 декабря 1983 года в Санто-Доминго.

### Любительская карьера
Активно заниматься боксом начал уже в юном возрасте у тренера Педро Луиса Диаса. Первого серьёзного успеха на ринге добился в 2002 году, когда показал хороший результат в зачёте национального первенства и съездил на Игры Центральной Америки и Карибского бассейна в Сан-Сальвадор, где в лёгком весе завоевал золотую медаль, в частности в финале победил пуэрториканца Алекса де Хесуса. Год спустя поучаствовал в состязаниях домашних Панамериканских игр в Санто-Доминго и выиграл здесь бронзу. Благодаря череде удачных выступлений удостоился права защищать честь страны на летних Олимпийских играх 2004 года в Афинах, планировал побороться здесь за медали, но уже в первом матче на турнире со счётом 16:28 уступил казахстанскому боксёру Серику Елеуову.
После некоторого спада в 2007 году Диас вернулся в основной состав сборной и вновь начал ездить на крупнейшие международные турниры. Побывал на Панамериканских играх в Рио-де-Жанейро и на чемпионате мира в Чикаго — в число призёров не попал, но по итогам сезона отбор на Олимпийские игры 2008 года в Пекин всё-таки прошёл. На Играх сенсационно победил всех пятерых своих соперников, в том числе предыдущего олимпийского чемпиона тайца Мануса Бунжумнонга, и стал обладателем золотой олимпийской медали. Это второе олимпийское золото за всю историю Доминиканской Республики (первое было добыто в 2004 году легкоатлетом Феликсом Санчесом и вторая медаль в боксе (в 1984 году с бронзовой медалью на пьедестал поднялся легковес Педро Ноласко).
На пресс-конференции он сказал: «Я доволен тем, что получил золото для своей страны. Я победил в сражении, которого хотел и к которому долго готовился. Хочу посвятить эту победу моим родителям, моим двум малышам и всему доминиканскому народу — они ежедневно дают мне опору». Позже был поздравлен президентом страны Леонелем Фернандесом, получил премию в размере 7 млн песо и новую квартиру в Санто-Доминго.

### Профессиональная карьера
Добившись мировой известности, Феликс Диас решил попробовать себя на профессиональном уровне, и в июне 2009 года провёл свой первый профессиональный поединок, техническим нокаутом победил мексиканца Уго Пачеко.
По состоянию на 2013 год провёл 12 боёв, во всех случаях одержал победу, 6 боёв завершил досрочно. Является лучшим боксёром из доминиканцев в полусредней весовой категории.

## Статистика боёв
В таблице перечислены результаты всех поединков боксёров.
В каждой строке указан результат поединка. Дополнительно номер поединка обозначен цветом, который обозначает итог поединка. Расшифровка обозначений и цветов представлена в нижеследующей таблице.
| Пример | Расшифровка                     |
| ------ | ------------------------------- |
|        | Победа                          |
|        | Ничья                           |
|        | Поражение                       |
|        | Планируемый поединок            |
|        | Поединок признан несостоявшимся |
| КО     | Нокаут                          |
| ТКО    | Технический нокаут              |
| PTS    | Решение судей (по очкам)        |
| UD     | Единогласное решение судей      |
| MD     | Решение большинства судей       |
| SD     | Раздельное решение судей        |
| RTD    | Отказ от продолжения боя        |
| DQ     | Дисквалификация                 |
| NC     | Поединок признан несостоявшимся |

| Бой | Дата            | Соперник                   | Место проведения                                   | Результат         | Примечание |
| --- | --------------- | -------------------------- | -------------------------------------------------- | ----------------- | --- |
| 22  | 27 апреля 2018  | Франсиско Сантана (24-6-1) | KFC Yum! Center, Луисвилл, штат Кентукки, США      | MD (10)           | Счёт: 95-95, 94-96, 92-98.                                                                                             |
| 21  | 20 мая 2017     | Теренс Кроуфорд (30-0)     | Мэдисон-сквер-гарден, Нью-Йорк, штат Нью-Йорк, США | RTD 10 (12), 3:00 | Бой за титулы чемпиона мира в 1-м полусреднем весе по версиям WBC (2-я защита Кроуфорда) и WBO (5-я защита Кроуфорда). |
| 20  | 16 декабря 2016 | Левис Моралес (14-3-1)     | Санто-Доминго, Доминиканская Республика            | TKO 6 (10), 1:07  | |
| 19  | 16 июля 2016    | Сэмми Васкес (21-0)        | Legacy Arena, Бирмингем, Алабама, США              | UD (10)           | Счёт: 95-94, 96-93, 95-94.                                                                                             |
| 18  | 17 октября 2015 | Ламонт Питерсон (33-3-1)   | Фэрфакс, Вирджиния, США                            | MD (12)           | Счёт: 114-114, 112-116, 111-117.                                                                                       |
| Бой | Дата            | Соперник                   | Место проведения                                   | Результат         | Примечание |